# Sergej Pawlowitsch Newski

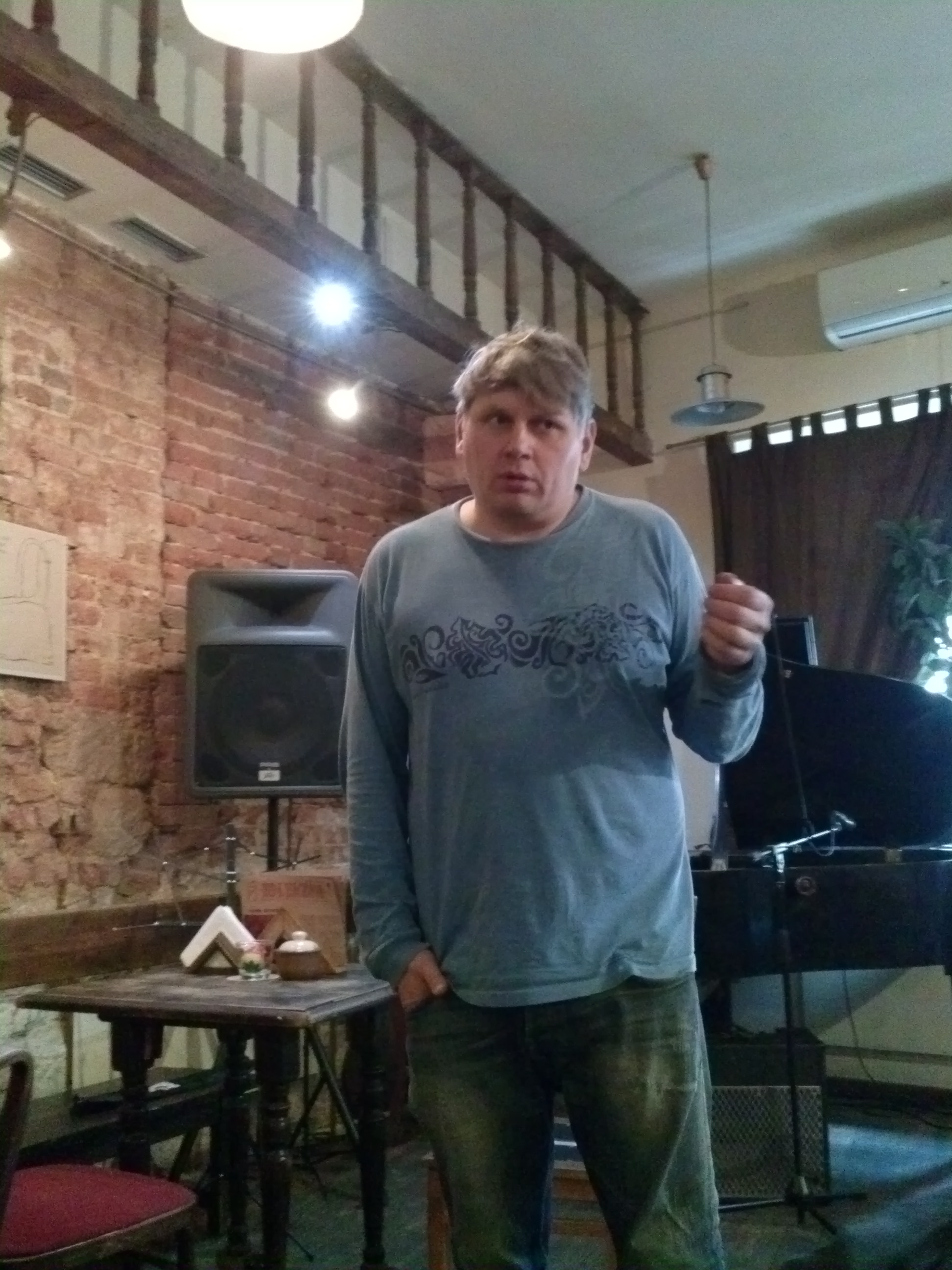

Sergej Newski (russisch Сергей Павлович Невский; * 10. Oktober 1972 in Moskau) ist ein russischer Komponist.

## Leben
Sergej Newski studierte Musiktheorie am Moskauer Konservatorium. Anschließend setzte er sein Studium an der Hochschule für Musik Carl Maria von Weber Dresden bei Jörg Herchet und an der Universität der Künste Berlin bei Friedrich Goldmann fort. Dort studierte er von 2000 bis 2005 zusätzlich Musiktheorie und Musikpädagogik bei Hartmut Fladt.
Sergej Newskis Musik wird unter anderem bei den Donaueschinger Musiktagen, bei den Festivals Wien Modern, Eclat, MaerzMusik, Ultraschall Berlin, Musica Viva (München) und Warschauer Herbst aufgeführt.
Er erhielt Kompositionsaufträge vom Konzerthaus Berlin, von der Staatsoper Unter den Linden, der Staatsoper Stuttgart, der Opergruppa (für das Bolschoi-Theater), vom Klangforum Wien, vom Deutschlandradio und vom Südwestrundfunk. Seine Oper Franziskus wurde im September 2012 am Bolschoi-Theater Moskau uraufgeführt. Im Februar 2020 kam sein Musiktheater Secondhand-Zeit an der Staatsoper Stuttgart zur Uraufführung. Newski lebt in Berlin.

## Auszeichnungen und Stipendien
- Kunstpreis Berlin (2014)[7]
- Goldene Maske (2014)[8]
- Stipendium Villa Aurora in Los Angeles (2014)[2]
- 1. Preis beim Kompositionswettbewerb der Landeshauptstadt Stuttgart (2006)[9]
- Deutsche Akademie „Casa Baldi“ (2005)[10]
- Cité Internationale des Arts Paris (2001/02)[3][11]

## Kompositionen (Auswahl)

### Bühnenwerke
- Secondhand-Zeit (2018/19) nach Texten aus dem gleichnamigen Roman von Swetlana Alexijewitsch
- Franziskus (2008–2012), Kammeroper in vier Szenen nach dem Stück „Heiliger Franz“ von Claudius Luenstedt
- Autland (2008/09) für sechs Solisten und gemischten Kammerchor

### Orchesterwerke
- 18 Episodes for Orchestra (2018/19)
- Heath (2018) für Viola und Streichorchester
- Cloud Ground (2015) für Violine und Orchester

### Ensemblewerke
- Letter to H. Marx (2018) für Bariton und 14 Instrumente
- Galileo: Messenger (2017) für Violine und 14 Instrumente
- Rules of Love (2012/13) für Sopran, tiefen Alt und fünf Instrumentalisten
- Opening Gesture (2011) für Violine solo, fünf Schlagzeuger und Kammerorchester
- Arbeitsfläche (2011) für Schlagzeug solo, Klavier solo, Tuba solo und drei Instrumentalisten
- Alles (2008) für Sprecher und acht Instrumentalisten
- Fluss (2003/05) für Stimme und Ensemble

### Vokalwerke
- Island (2011) Drei Stücke für gemischten Chor, Akkordeon und Schlagzeug zu Die Nibelungen von Friedrich Hebbel
- Dolze mio drudo (2010) Szenische Kantate für fünf Stimmen, drei Blechbläsergruppen und Geräuschinstrumente. Alternative Besetzung: Madrigal für fünf Stimmen und vier Posaunen ad libitum. Text: Friedrich II.
- Was fliehen Hase und Igel...  (2004) für sechs Stimmen. Text: Einar Schleef
- Generator (2001/02) für vier Vokalsolisten
- Vray dieu d’amours (2007) für Bass- und Altstimme. Text: Matthaeus Pipelare

### Kammermusik
- Wut (2013) für Flöte, Cello, Schlagzeug und Klavier
- Tcas (2011/12) für Violine und fünf Streicher
- channel surfing (2010) für Altsaxophon, Akkordeon und Kontrabass
- Streichquartett Nr. 3 (2009)
- Blindenalphabet (2007) für verschiedene Besetzungen